# フリーキング

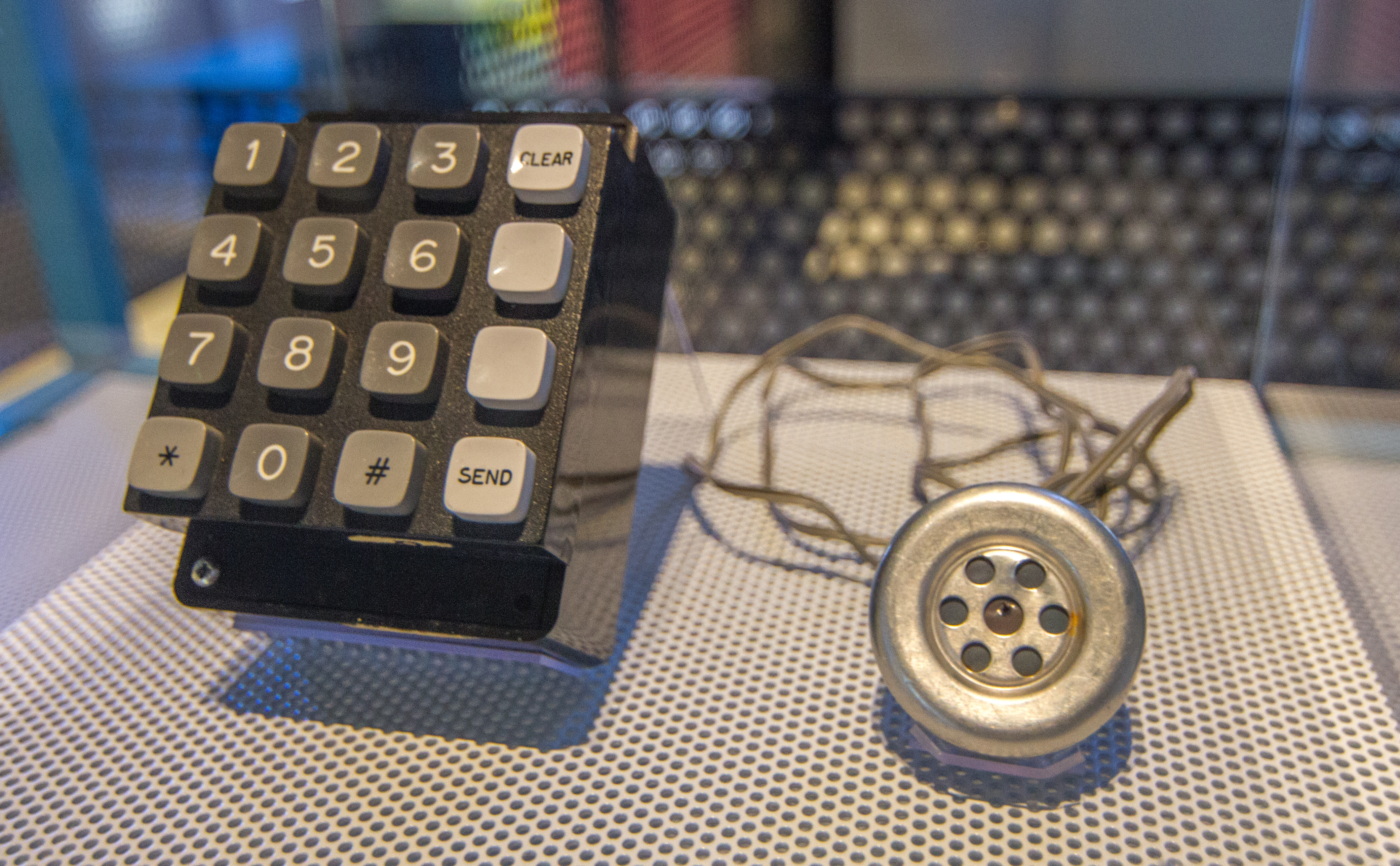
ブルーボックス

フリーキング（英語: Phreaking）とは、米国で公衆電話網に接続された機器やシステムなどの電気通信システムを研究、実験、または探索する人々の多くは非合法的に近い活動を表すために使われれた俗語である。フリークという用語は、フリーク（freak、名詞・動詞）という言葉の f を電話（phone）の ph で置き換えたセンセーショナルな綴りで、電話システムを操作するためのさまざまな音声周波数の使用を指している。フリーク（phreak）、フリーカー（phreaker）、または電話フリーク（phone phreak）は、フリーキングに参加する個人のために、またはフリーキングに参加する個人によって使用される名前である。
フリーキングの装置の俗称であるブルーボックス（blue box）は、アメリカ合衆国の通信会社AT&Tが回線保守用に作った装置の色に由来しており、ニュースサイト「PC Watch」の塩田紳二はコミュニティの中にこの装置の存在を知る人がいたのではないかと推測している。
うちジョン・T・ドレーパーは朝食用シリアル「キャプテン・クランチ」のおまけの笛の周波数がAT&Tの電話接続方式のトーン信号として使われる2,600Hzと同じだったことを利用してフリーキングを行っていたことから、「キャプテン・クランチ」というあだ名で呼ばれている。アップル社創始者のスティーブ・ジョブズとスティーブ・ウォズニアックもブルーボックスで、フリーキング仲間では有名であったという。
これはまだインターネットが始まっていないころの話で、その後インターネットが普及して、フィッシングという言葉が使われるようになったのは、このフリーキングという言葉の起源に関係していると言われている。

## 歴史
1961年、AT&Tが初めてブルーボックスの存在を確認する。その数年後の64年にはアメリカ合衆国の電子技術雑誌「Popular Electronics」に広告が掲載されるようになり、様々なブルーボックスが登場した。それからさらに後の1971年には一般向け雑誌『エスクァイア』にフリーキングやブルーボックスの記事が掲載されると、真似する人が増えたことでコミュニティがが生まれ、ニュースレターなども発行されるようになった。ジョブスとウォズニアックもこの記事を通じて「キャプテン・クランチ」の存在を知った。
AT&Tによると1976年にはフリーキングの人気が最高潮に達したものの、同時期に採用された「共通線信号方式」は制御信号を別ラインに分けていたため、フリーキングは通用しなくなった。1980年までにはほぼすべての回線が「共通線信号方式」へと転換し、フリーキングはだんだんすたれていった。

## 参照項目
- 2600 (雑誌) - アメリカのハッカー雑誌で、フリーキングに関する記事を載せていたこともある。